# Opomyza capensis
Opomyza capensis är en tvåvingeart som beskrevs av Elisabeth K. Stuckenberg 1963. Opomyza capensis ingår i släktet Opomyza och familjen gräsflugor. Inga underarter finns listade i Catalogue of Life.